# Mono mofeta (críptido)
El mono mofeta, también conocido como el mono zorrillo, simio del pantano, simio apestoso, pie grande de Florida, simio de myakka, y mono mofeta de myakka, es un críptido homínido que se dice habita en los estados de Florida, en los Estados Unidos, Carolina del Norte y Arkansas, aunque los informes de Florida son más comunes. Se llama así por su apariencia y por el olor desagradable que se dice que lo acompaña. De acuerdo con el Servicio de Parques Nacionales de Estados Unidos, el mono mofeta no existe.
Los informes del mono mofeta fueron particularmente comunes en los años 1960 y 1970. En 1974, se informó de avistamientos de una gran criatura maloliente y peluda, parecida a un mono, que corría en posición vertical sobre dos patas en los barrios suburbanos del condado de Dade, Florida. El investigador escéptico Joe Nickell ha escrito que algunos de los informes pueden representar avistamientos del oso negro (Ursus americanus) y es probable que otros avistamientos sean engaños o errores de identificación de la fauna silvestre.

## Las fotografías de Myakka
En 2000, dos fotografías que se dice que son del mono mofeta fueron tomadas por una mujer anónima y enviado al Departamento del Sheriff del condado de Sarasota, Florida. Las fotografías fueron acompañados por una carta de la mujer en la que afirmaba haber fotografiado a un mono en su patio trasero. La mujer escribió que en tres noches diferentes, un mono había entrado en su patio trasero para tomar las manzanas que quedan en el porche de atrás. Estaba convencida de que el mono era un orangután escapado.
Las imágenes se han dado a conocer a los entusiastas de Bigfoot como las "fotos del mono mofeta". Loren Coleman es el principal investigador de las fotografías, después de haber ayudado a localizar a las dos fotografías en un "laboratorio fotográfico Eckerd en la intersección de Fruitville y Tuttle Roads" en Sarasota, Florida. Según Chester Moore, Jr., las fotografías fueron tomadas en el condado de Sarasota, cerca del río Myakka.